# 韓蒼純
韓 蒼純（ハン・チャンスン、朝鮮語: 한창순）は、朝鮮民主主義人民共和国の軍人、政治家。第324大連合部隊部隊長、朝鮮労働党中央委員会委員。朝鮮人民軍における軍事称号（階級）は上将。

## 経歴
出生地や生年月日は不明。2010年4月15日に金日成主席の誕生日である「太陽節」に際して、朝鮮人民軍上将に昇進した。同年9月28日に開催された朝鮮労働党第3回党代表者会で朝鮮労働党中央委員会委員候補に選出され、2011年12月17日に金正日総書記が死去した際には、国家葬儀委員会委員に選ばれた。
2014年3月9日に実施された最高人民会議第13期代議員選挙で代議員に選出され、7月1日に金正恩第一書記が東海岸の警戒所を視察した際には第324大連合部隊部隊長として出迎えた。2016年5月9日に開催された朝鮮労働党第7次大会で朝鮮労働党中央委員会委員に選出され、
2019年3月10日に実施された最高人民会議第14期代議員選挙で再選を果たした。
2020年10月10日に開催された朝鮮労働党創建75周年慶祝閲兵式では、金日成軍事総合大学閲兵縦隊を率いて行進した。